# London Borough of Ealing

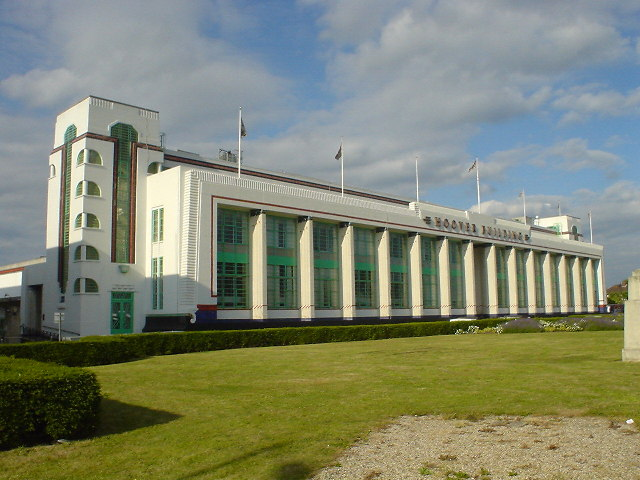
Hoover Building

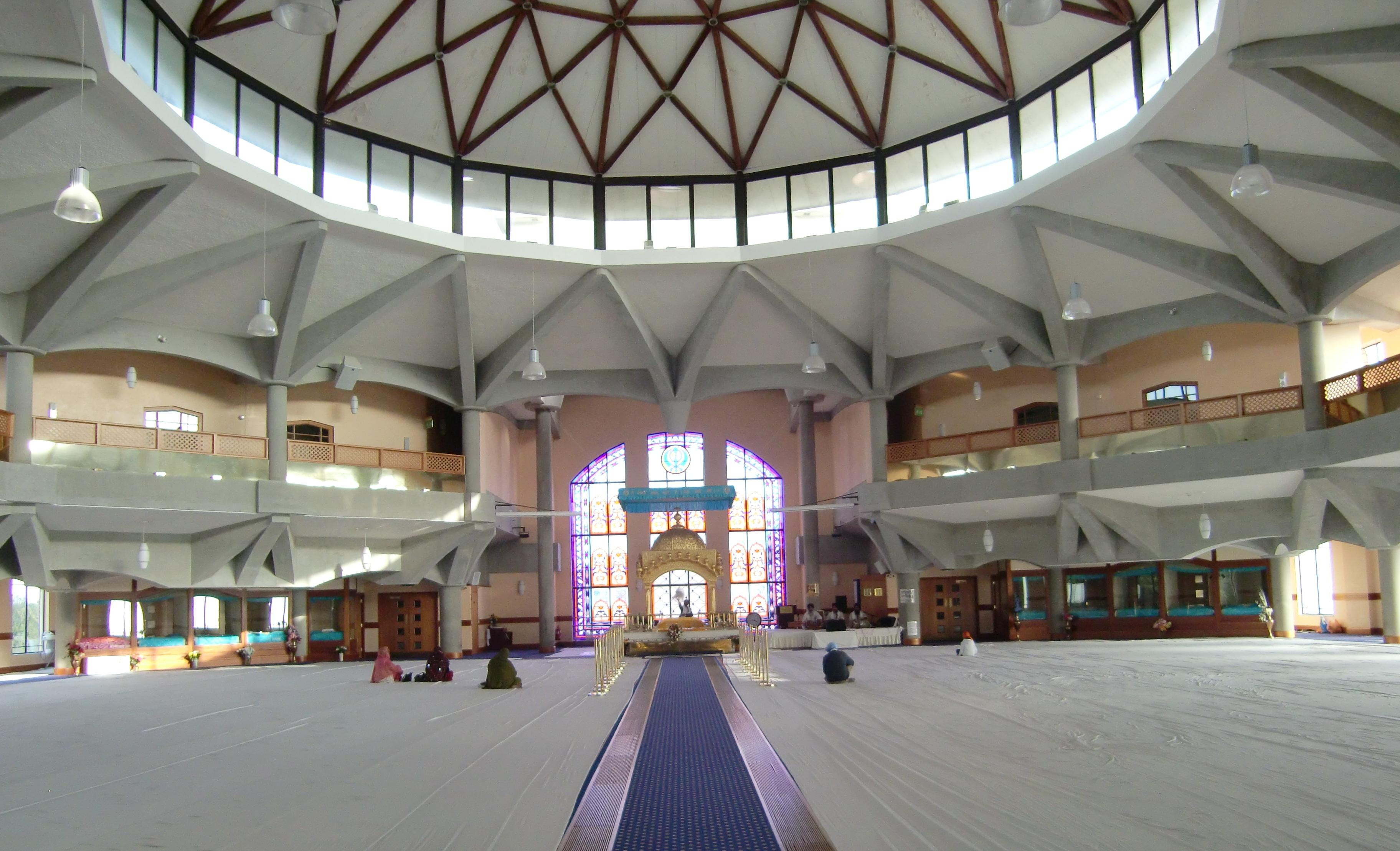
świątynia Gurdwara Sri Guru Sigh Sabha

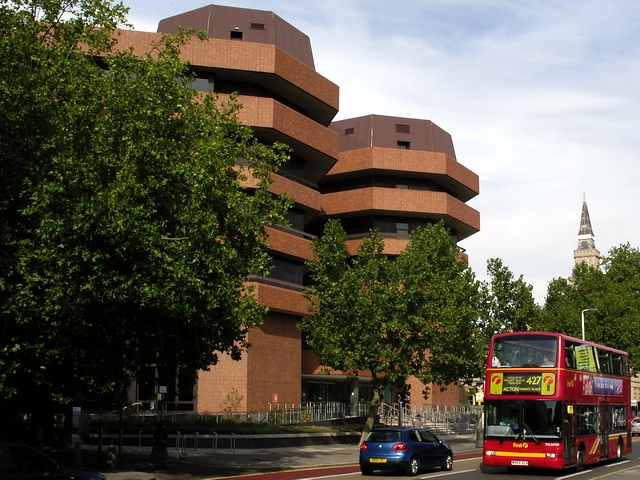
Perceval House, Uxbridge Road

London Borough of Ealing – jedna z 32 gmin Wielkiego Londynu położona w jego zachodniej części. Wraz z 19 innymi gminami wchodzi w skład tzw. Londynu Zewnętrznego. Władzę stanowi Rada Gminy Ealing (ang. Ealing Council). Od II wojny światowej na Ealing istnieje duża polska społeczność. Według spisu powszechnego z 2011 6% mieszkańców mówi po polsku i jest to największy udział procentowy w Wielkiej Brytanii. Gmina Ealing i stołeczna gmina Bielany nawiązały współpracę partnerską.

## Historia
Gminę utworzono w 1965 roku na podstawie ustawy London Government Act 1963 z obszarów Ealing (ang. Municipal Borough of Ealing) utworzonego w 1901 roku, Southall (ang. Municipal Borough of Southall) utworzonego w 1936 roku i Acton (ang. Municipal Borough of Acton) utworzonego w 1921 roku.

## Geografia
Gmina Ealing ma powierzchnię 55,53 km², graniczy od zachodu z Hillingdon, od północy z Harrow i Brent, od wschodu z Hammersmith and Fulham i od południa z Hounslow.
W skład gminy Ealing wchodzą następujące obszary:
| - Acton - Bedford Park - Dormers Wells - Ealing (Little Ealing) - East Acton (na granicy z Hammersmith and Fulham) - Greenford - Hanwell - North Acton | - Northolt - Norwood Green - Park Royal (na granicy z Brent) - Perivale - South Acton - Southall - West Ealing - Yeading (na granicy z Hillingdon) |

Gmina dzieli się na 23 okręgi wyborcze które nie pokrywają się dokładnie z podziałem na obszary, zaś mieszczą się w trzech rejonach tzw. borough constituencies – Ealing Central and Acton, Ealing North i Ealing Southall
.
| - Acton Central (Ealing Central and Acton) - Cleveland (Ealing North) - Dormers Wells (Ealing Southall) - Ealing Broadway (Ealing Central and Acton) - Ealing Common (Ealing Central and Acton) - East Acton (Ealing Central and Acton) - Elthorne (Ealing Southall) - Greenford Broadway (Ealing North) - Greenford Green (Ealing North) - Hanger Hill (Ealing Central and Acton) - Hobbayne (Ealing North) - Lady Margaret (Ealing Southall) | - North Greenford (Ealing North) - Northfield (Ealing Southall) - Northolt Mandeville (Ealing North) - Northolt West End (Ealing North) - Norwood Green (Ealing Southall) - Perivale (Ealing North) - South Acton (Ealing Central and Acton) - Southall Broadway (Ealing Southall) - Southall Green (Ealing Southall) - Southfield (Ealing Central and Acton) - Walpole (Ealing Central and Acton) |

## Demografia
W 2011 roku gmina Ealing miała 338 449 mieszkańców.
Podział mieszkańców według grup etnicznych na podstawie spisu powszechnego z 2011 roku:
| - Biali Brytyjczycy: 103 035 (30,4%) - Biali Irlandczycy: 10 428 (3,1%) - Irish Travellers: 300 (0,1%) - Pozostali biali: 52 055 (15,4%) - Mieszani Karaibowie: 3 939 (1,2%) - Mieszani Afrykanie: 1 989 (0,6%) - Mieszani Azjaci: 4 653 (1,4%) - Pozostali mieszani: 4 485 (1,3%) - Hindusi: 48 240 (14,3%) | - Pakistańczycy: 14 711 (4,3%) - Banglijczycy: 1 786 (0,5%) - Chińczycy: 4 132 (1,2%) - Pozostali Azjaci: 31 570 (9,3%) - Czarni Afrykanie: 17 299 (5,1%) - Czarni Karaibowie: 13 192 (3,9%) - Pozostali czarni: 6 369 (1,9%) - Arabowie: 9 804 (2,9%) - Pozostałe grupy etniczne: 10 462 (3,1%) |

Podział mieszkańców według wyznania na podstawie spisu powszechnego z 2011 roku:
- Chrześcijaństwo –  43,7%
- Islam – 15,7%
- Hinduizm – 8,5%
- Judaizm – 0,3%
- Buddyzm – 1,2%
- Sikhizm – 7,9%
- Pozostałe religie – 0,6%
- Bez religii – 15,0%
- Nie podana religia – 6,9%

Podział mieszkańców według miejsca urodzenia na podstawie spisu powszechnego z 2011 roku:
| - Wielka Brytania (175 221 – 51,77%) - Indie (25 820 – 7,63%) - Polska (21 507 – 6,35%) - Irlandia (7 665 – 2,26%) - Pakistan (7 356 – 2,17%) - Sri Lanka (6 687 – 1,98%) - Somalia (6 468 – 1,91%) - Kenia (4 404 – 1,30%) - Iran (3 440 – 1,02%) - Francja (2 523 – 0,75%) - Jamajka (2 269 – 0,67%) - Południowa Afryka (2 064 – 0,61%) - Australia (2 015 – 0,60%) - Włochy (1 988 – 0,59%) | - Niemcy (1 812 – 0,54%) - Filipiny (1 644 – 0,49%) - Stany Zjednoczone (1 596 – 0,47%) - Nigeria (1 413 – 0,42%) - Portugalia (1 341 – 0,40%) - Litwa (1 292 – 0,38%) - Hiszpania (1 270 – 0,38%) - Chiny (1 173 – 0,35%) - Ghana (1 125 – 0,33%) - Rumunia (1 028 – 0,30%) - Bangladesz (997 – 0,29%) - Zimbabwe (625 – 0,18%) - Turcja (449 – 0,13%) - pozostali (53 257 – 15,74%) |

## Transport

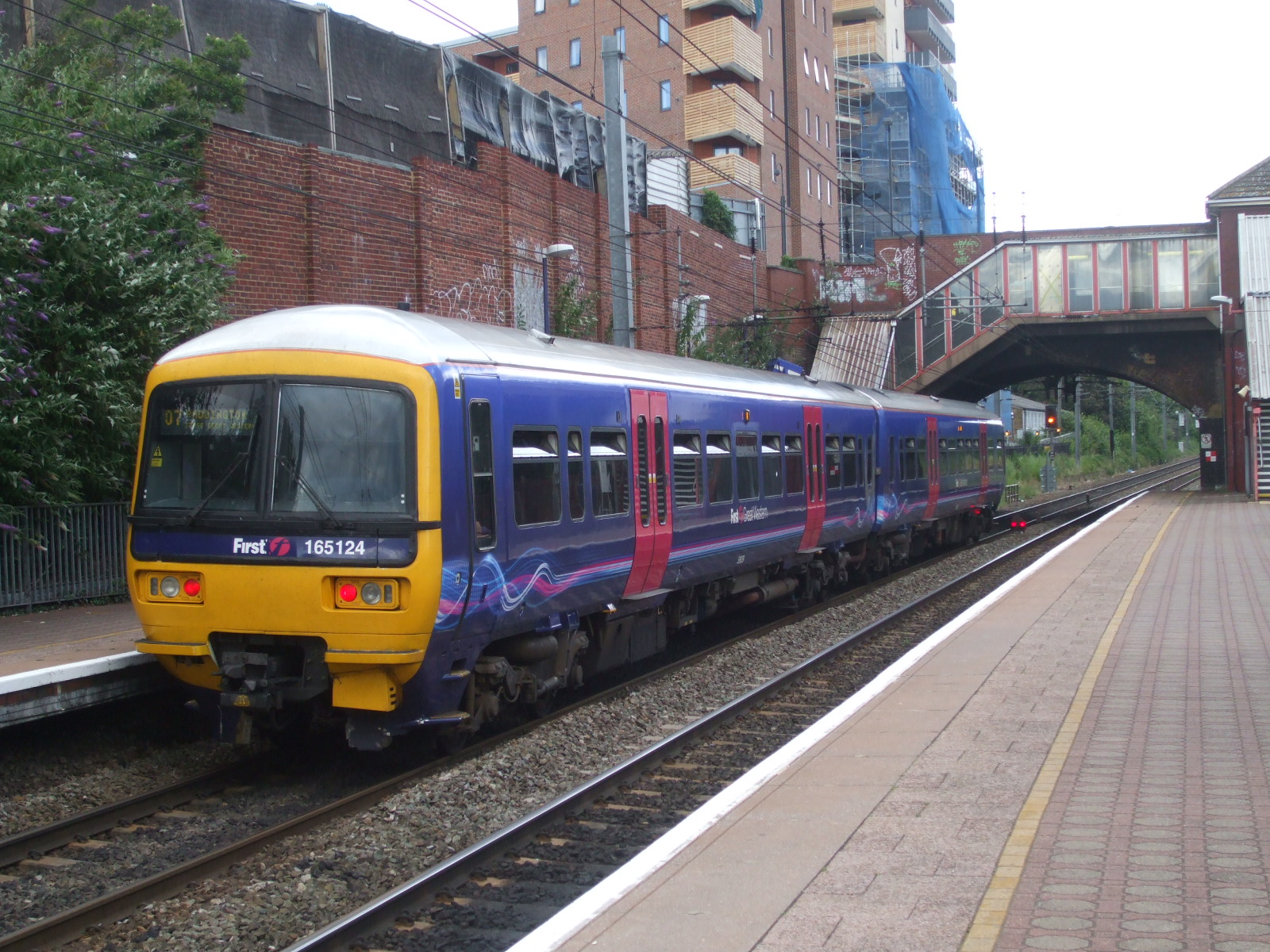
stacja West Ealing

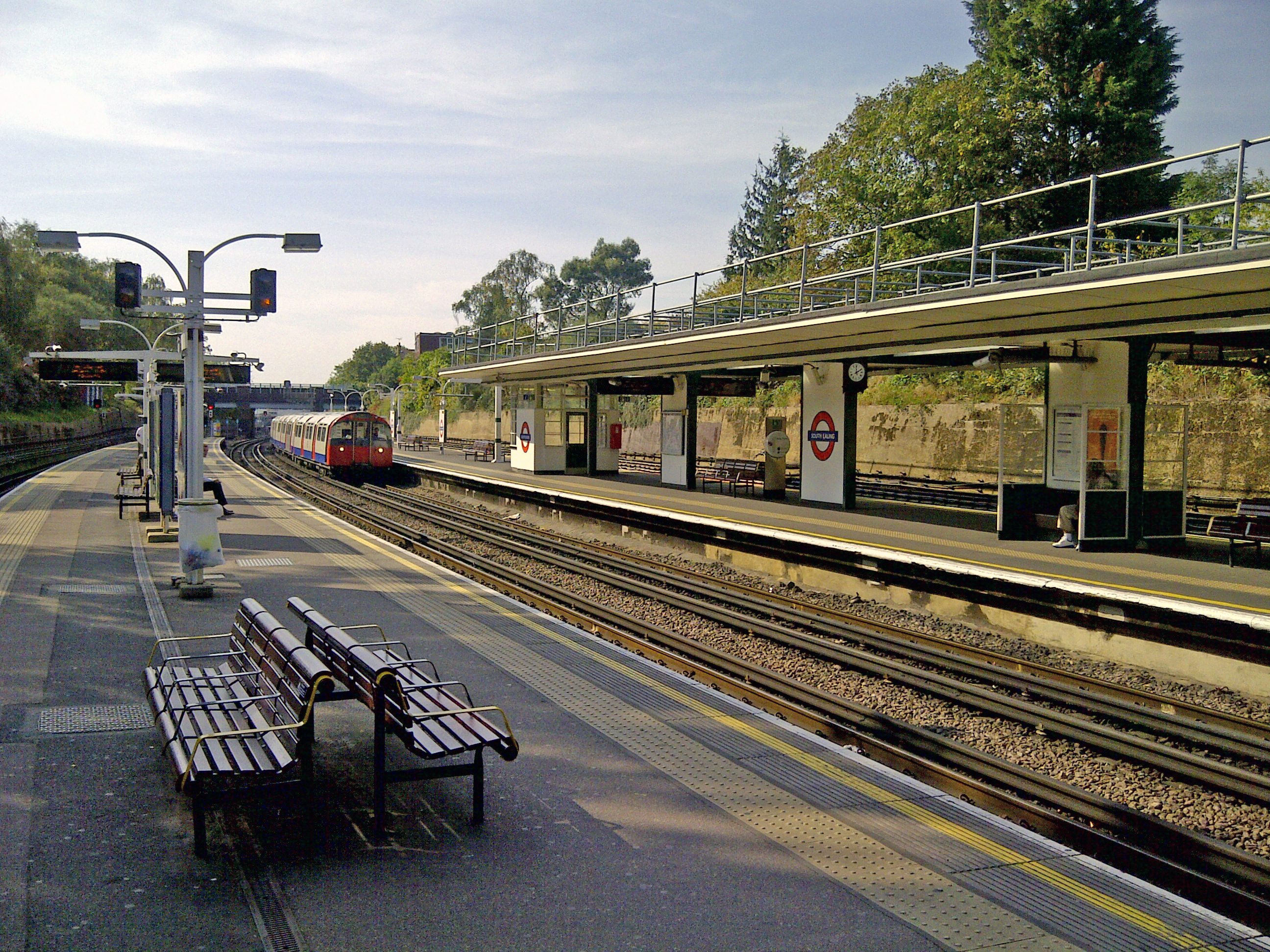
stacja South Ealing

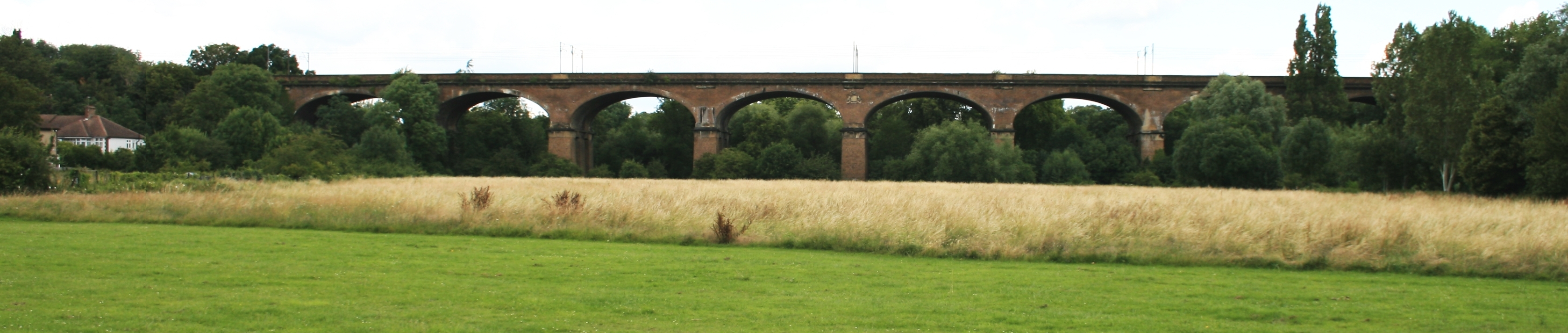
Wiadukt Wharncliffe

Przez Ealing przebiegają trzy linie metra: Central Line, District Line, Piccadilly line.
Stacje metra:
- Acton Town – District Line i Piccadilly line
- Boston Manor (na granicy z Hounslow) – Piccadilly line
- Chiswick Park (na granicy z Hounslow) – District Line
- Ealing Broadway – Central Line i District Line
- Ealing Common – District Line i Piccadilly line
- Greenford – Central Line
- Hanger Lane – Central Line
- North Acton – Central Line
- North Ealing – Piccadilly line
- Northfields – Piccadilly line
- Northolt – Central Line
- Park Royal – Piccadilly line
- Perivale – Central Line
- South Ealing – Piccadilly line
- Sudbury Hill (na granicy z Brent i Harrow) – Piccadilly line
- Sudbury Town (na granicy z Brent) – Piccadilly line
- Turnham Green – District Line i Piccadilly line
- West Acton – Central Line

Pasażerskie połączenia kolejowe na terenie Ealing obsługują przewoźnicy: Chiltern Railways, First Great Western, Heathrow Connect i London Overground.
Stacje kolejowe:
- Acton Main Line
- Castle Bar Park
- Drayton Green
- Ealing Broadway
- Greenford
- Hanwell
- Northolt Park (na granicy z Harrow)
- South Greenford
- Southall
- West Ealing

Stacje London Overground:
- Acton Central
- South Acton

## Miejsca i muzea
- London Motorcycle Museum[16]
- Studium Polski Podziemnej

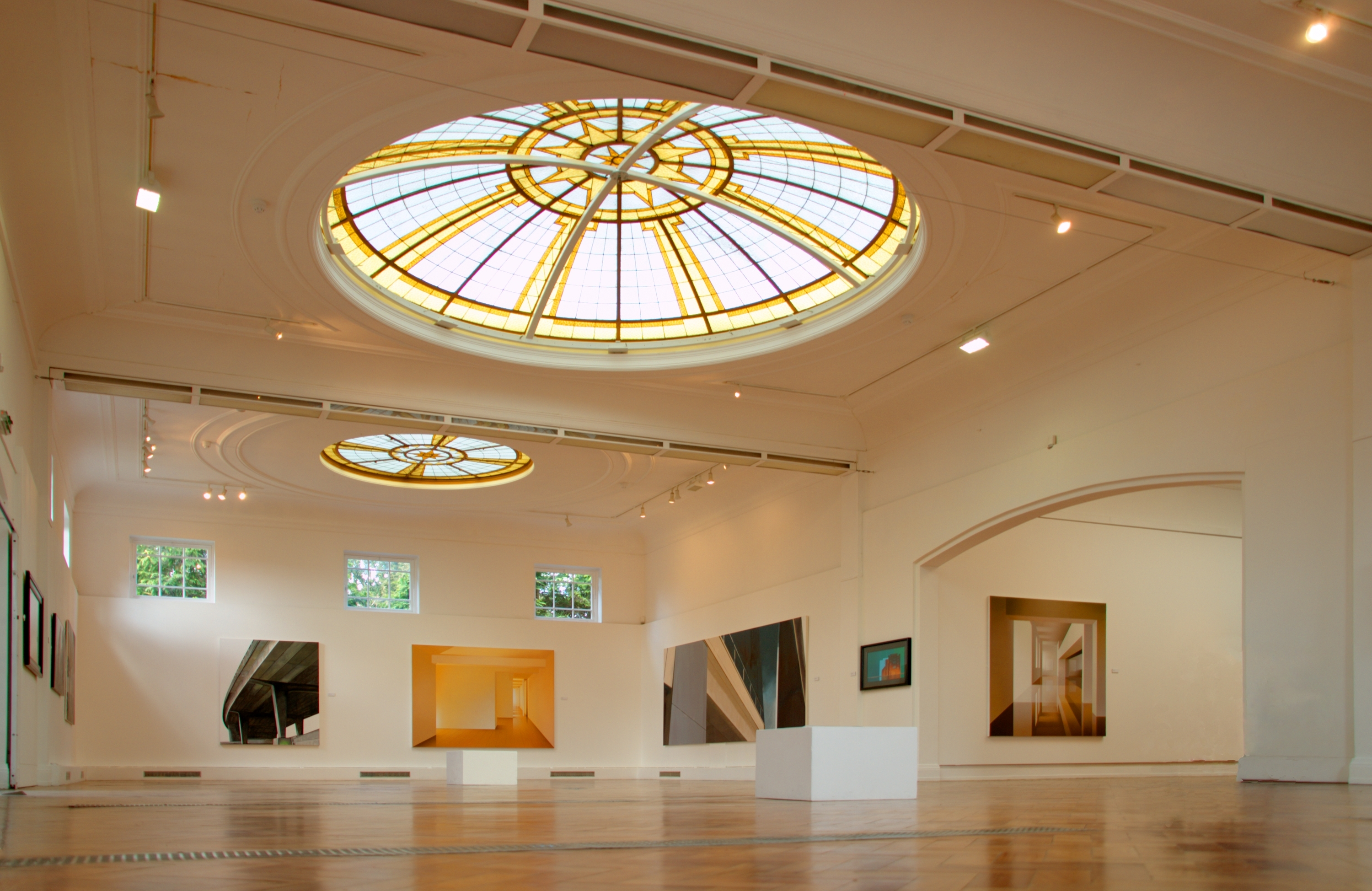
Pitzhanger Manor Gallery and House

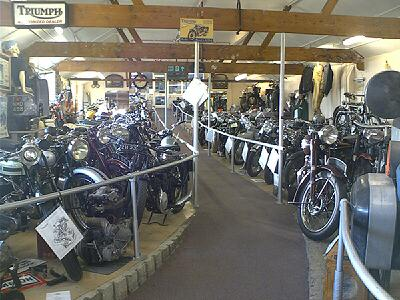
London Motorcycle Museum

- Pitzhanger Manor Gallery and House[17]
- Museum of Asian Music[18]
- Questors Theatre[19]
- Ealing Jazz Club
- Brent Lodge Park Animal Centre[20]
- Ealing Studios[21]
- Hanwell Community Centre[22]
- Gurdwara Sri Guru Singh Sabha (największa świątynia sikhijska/Gurudwara w Europie)[23]
- Wiadukt Wharncliffe (jedna z pierwszych konstrukcji Isambarda Kingdom Brunela)
- Brent Valley Golf Club[24]
- Perivale Park Golf Course[25]
- West Middlesex Golf Club[26]
- Northolt Golf Club[27]
- Lime Trees Park Golf Club[28]
- Sudbury Golf Club[29]
- West London Shooting School[30]
- Horsendon Hill Golf Club[31]

## Edukacja

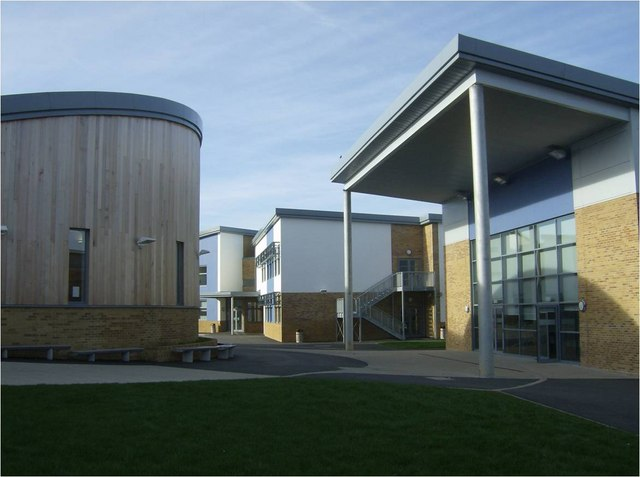
Greenford High School

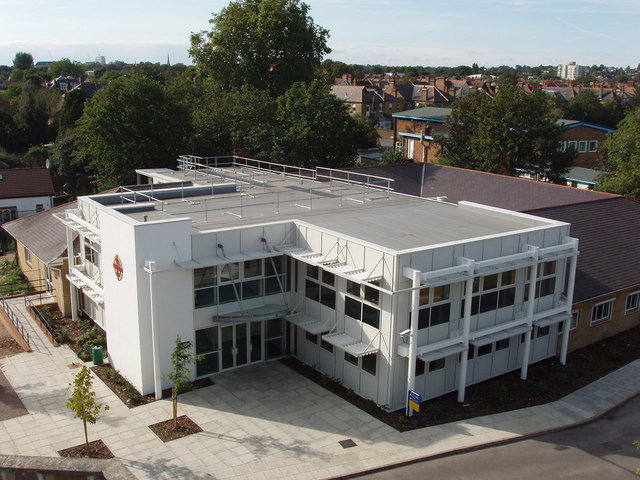
Twyford Church of England High School

- University of West London (Ealing Campus)[32]
- London College of Music (University of West London)[33]
- Acton High School[34]
- Ealing Hammersmith & West London College (Acton, Ealing and Southall Campus)[35]
- Tech Music School[36]
- Twyford Church of England High School[37]
- Ellen Wilkinson School for Girls[38]
- St Augustine’s Priory School[39]
- Cardinal Wiseman School[40]
- Greenford High School[41]
- Drayton Manor High School[42]
- Elthorne Park High School[43]
- Brentside High School[44]
- Northolt High School[45]
- St Benedict’s School[46]
- Notting Hill & Ealing High School[47]
- Featherstone High School[48]
- Villiers High School[49]
- Acorn Independent College[50]
- West London School of Management & Technology[51]
- Belvue School[52]
- King Fahad Academy[53]
- Japanese School[54]
- Sybil Elgar School[55]

## Znane osoby
W Ealing urodzili się m.in.
- Rick Wakeman – pianista
- Blanche Bingley – tenisistka
- Peter Hammill – muzyk
- Charlotte Cooper Sterry – tenisistka
- Paul Kidby – malarz i grafik
- Mitch Mitchell – perkusista
- Thomas Henry Huxley – zoolog, paleontolog, filozof i fizjolog
- Nevil Shute – powieściopisarz
- Paul McGrath – piłkarz
- Charles Cave i Jack Lawrence-Brown – członkowie zespołu White Lies
- Adam Faith – piosenkarz
- Jim Marshall – założyciel firmy Marshall Amplification
- Mike Cole – członek zespołu Mungo Jerry
- Cleo Laine – wokalistka

## Współpraca
- Bielany, Polska
- Marcq-en-Barœul, Francja
- Powiat Steinfurt, Niemcy